# Dirk Wiese (Bobfahrer)
Dirk Wiese (* 19. Januar 1965 in Winterberg) ist ein ehemaliger deutscher Bobfahrer, der 1997 Vizeweltmeister im Viererbob war.
Der für den BSC Winterberg startende Dirk Wiese gewann 1989 zusammen mit Olaf Hampel den deutschen Meistertitel im Zweierbob. Seine erste internationale Medaille erhielt Wiese bei der Bob-Europameisterschaft 1991, als er zusammen mit den Anschiebern Thorsten Wölm, Oliver Rogge und Olaf Hampel hinter dem von Gustav Weder gesteuerten Schweizer Bob die Silbermedaille erkämpfte. Zwei Jahre später siegte bei der Bob-Europameisterschaft 1993 erneut Gustav Weder, dahinter belegte Dirk Wiese mit Christoph Bartsch, Oliver Rogge und Wolfgang Haupt wie 1991 den zweiten Platz. 1994 erhielten Wiese, Bartsch, Michael Liekmeier und Haupt die Bronzemedaille hinter Bobs aus Italien und dem Vereinigten Königreich. 1997 steuerte  Wiese den Viererbob mit Christoph Bartsch, Torsten Voss und Michael Liekmeier erneut zur Bronzemedaille, vor ihm lagen die beiden Schweizer Bobs von Reto Götschi und Marcel Rohner. Bei der in St. Moritz ausgetragenen Bob-Weltmeisterschaft 1997 siegte der Bob des deutschen Wolfgang Hoppe vor Dirk Wieses Bob. 1998 gewann Dirk Wiese seinen zweiten deutschen Meistertitel zusammen mit Marco Jakobs im Zweierbob. Bei den Olympischen Spielen 1998 in Nagano belegten Wiese und Jacobs den elften Platz.